# 夏洛特·卡拉
玛丽娜·夏洛特·卡拉（瑞典語：Marina Charlotte Kalla，1987年7月22日—），北博滕特伦德人，瑞典女子越野滑雪运动员。

## 生平
卡拉在七岁时开始练习滑雪。2006年3月，她在中国长春完成了个人的世界杯分站赛首秀。她除了参加越野滑雪比赛外，还有参加过滑雪登山的比赛。